# Iaso Tholus
Iaso Tholus es un domo ubicado en el planeta Venus, en el cuadrángulo de Hecate Chasma. Fue nombrado en referencia a Yaso, diosa griega de la salud, la medicina y la curación.